# Campeonato Mundial de Halterofilismo de 2014 - Até 105 kg masculino
A categoria até 105 kg masculino foi um evento do Campeonato Mundial de Halterofilismo de 2014, disputado no Palácio de Esportes Baluan Sholak, em Almaty, no Cazaquistão, entre 14 e 15 de novembro de 2014. 

## Calendário
Horário local (UTC+6) 
| Dia            | Horário | Fase    |
| -------------- | ------- | ------- |
| 14 de novembro | 09:00   | Grupo D |
| 14 de novembro | 11:00   | Grupo C |
| 15 de novembro | 11:00   | Grupo B |
| 15 de novembro | 19:00   | Grupo A |

## Medalhistas
| Evento    | Ouro                   | Ouro   | Prata                  | Prata  | Bronze                 | Bronze |
| --------- | ---------------------- | ------ | ---------------------- | ------ | ---------------------- | ------ |
| Arranque  | Ruslan Nurudinov (UZB) | 193 kg | Yang Zhe (CHN)         | 191 kg | Ilya Ilyin (KAZ)       | 190 kg |
| Arremesso | Ilya Ilyin (KAZ)       | 242 kg | David Bedzhanyan (RUS) | 240 kg | Ruslan Nurudinov (UZB) | 239 kg |
| Total     | Ilya Ilyin (KAZ)       | 432 kg | Ruslan Nurudinov (UZB) | 432 kg | David Bedzhanyan (RUS) | 427 kg |

## Recordes
Antes desta competição, o recorde mundial da prova era o seguinte:
| Recorde         | Tipo      | Atleta                 | Peso   | Local    | Data                   |
| Recorde Mundial | Arranque  | Andrei Aramnau (BLR)   | 200 kg | Pequim   | 18 de agosto de 2008   |
| Recorde Mundial | Arremesso | David Bedzhanyan (RUS) | 238 kg | Belgorod | 17 de dezembro de 2011 |
| Recorde Mundial | Total     | Andrei Aramnau (BLR)   | 436 kg | Pequim   | 18 de agosto de 2008   |

Os seguintes novos recordes foram estabelecidos durante esta competição.
| Arremesso | 239 kg | Ruslan Nurudinov (UZB) | Recorde mundial |
| Arremesso | 240 kg | David Bedzhanyan (RUS) | Recorde mundial |
| Arremesso | 242 kg | Ilya Ilyin (KAZ)       | Recorde mundial |

## Resultado
Os resultados foram os seguintes. 
| Pos.              | Atleta                     | Grupo | Peso   | Arranque (kg) | Arranque (kg) | Arranque (kg) | Arranque (kg)     | Arremesso (kg) | Arremesso (kg) | Arremesso (kg) | Arremesso (kg)    | Total |
| Pos.              | Atleta                     | Grupo | Peso   | 1             | 2             | 3             | Resultado         | 1              | 2              | 3              | Resultado         | Total |
| ----------------- | -------------------------- | ----- | ------ | ------------- | ------------- | ------------- | ----------------- | -------------- | -------------- | -------------- | ----------------- | ----- |
| Medalha de ouro   | Ilya Ilyin (KAZ)           | A     | 104.35 | 183           | 187           | 190           | Medalha de bronze | 233            | 239            | 242            | Medalha de ouro   | 432   |
| Medalha de prata  | Ruslan Nurudinov (UZB)     | A     | 104.78 | 185           | 190           | 193           | Medalha de ouro   | 220            | 230            | 239            | Medalha de bronze | 432   |
| Medalha de bronze | David Bedzhanyan (RUS)     | A     | 104.25 | 180           | 185           | 187           | 4                 | 225            | 236            | 240            | Medalha de prata  | 427   |
| 4                 | Yang Zhe (CHN)             | A     | 103.89 | 186           | 191           | 193           | Medalha de prata  | 220            | 220            | 223            | 6                 | 411   |
| 5                 | Kia Ghadami (IRI)          | A     | 103.87 | 171           | 178           | 181           | 9                 | 210            | 220            | 223            | 5                 | 398   |
| 6                 | Arkadiusz Michalski (POL)  | A     | 104.79 | 175           | 175           | 180           | 12                | 216            | 222            | 224            | 4                 | 397   |
| 7                 | Simon Martirosyan (ARM)    | A     | 104.77 | 178           | 183           | 183           | 5                 | 213            | 220            | 221            | 11                | 396   |
| 8                 | Kim Min-jae (KOR)          | B     | 102.20 | 175           | 180           | 185           | 6                 | 210            | 215            | 221            | 9                 | 395   |
| 9                 | Andrian Zbîrnea (MDA)      | B     | 104.52 | 175           | 180           | 185           | 8                 | 210            | 215            | 220            | 10                | 395   |
| 10                | Artūrs Plēsnieks (LAT)     | A     | 103.78 | 174           | 178           | 178           | 14                | 215            | 216            | 216            | 8                 | 390   |
| 11                | Sardorbek Dusmurotov (UZB) | B     | 104.05 | 160           | 166           | 167           | 22                | 213            | 219            | 228            | 7                 | 386   |
| 12                | Sargis Martirosjan (AUT)   | B     | 104.24 | 176           | 180           | 183           | 7                 | 202            | 206            | 211            | 18                | 386   |
| 13                | Mohsen Bahramzadeh (IRI)   | A     | 104.09 | 178           | 178           | 188           | 10                | 206            | 212            | 212            | 17                | 384   |
| 14                | Ferenc Gyurkovics (HUN)    | B     | 104.89 | 170           | 175           | 180           | 13                | 192            | 202            | 205            | 20                | 380   |
| 15                | Matej Kováč (SVK)          | B     | 103.17 | 166           | 167           | 168           | 19                | 200            | 209            | 209            | 13                | 377   |
| 16                | Jürgen Spieß (GER)         | B     | 103.50 | 167           | 167           | 167           | 21                | 204            | 210            | 213            | 12                | 377   |
| 17                | Łukasz Grela (POL)         | C     | 94.56  | 170           | 175           | 178           | 11                | 190            | 200            | 201            | 22                | 376   |
| 18                | Robby Behm (GER)           | C     | 104.24 | 162           | 162           | 166           | 25                | 201            | 205            | 209            | 14                | 371   |
| 19                | Jeon Dae-un (KOR)          | C     | 104.69 | 160           | 165           | 170           | 17                | 201            | 210            | 210            | 25                | 371   |
| 20                | Mateus Gregório (BRA)      | B     | 104.11 | 170           | 170           | 170           | 16                | 200            | 207            | 210            | 26                | 370   |
| 21                | Hsieh Wei-chun (TPE)       | C     | 102.02 | 153           | 160           | 165           | 23                | 201            | 210            | 210            | 24                | 366   |
| 22                | Resul Elvan (TUR)          | C     | 104.46 | 155           | 160           | 160           | 28                | 201            | 206            | 211            | 19                | 366   |
| 23                | Gia Machavariani (GEO)     | C     | 104.38 | 168           | 168           | 168           | 20                | 195            | 203            | 203            | 27                | 363   |
| 24                | Andrew Davis (USA)         | D     | 102.78 | 155           | 160           | 160           | 33                | 195            | 207            | 210            | 15                | 362   |
| 25                | Radoslav Tatarčík (SVK)    | D     | 103.51 | 167           | 171           | 173           | 15                | 186            | 189            | 192            | 30                | 362   |
| 26                | Hiroaki Shiraishi (JPN)    | C     | 104.68 | 157           | 160           | 163           | 29                | 202            | 207            | 207            | 21                | 362   |
| 27                | Roman Zaitsev (UKR)        | C     | 100.59 | 160           | 160           | 163           | 27                | 201            | 201            | 205            | 23                | 361   |
| 28                | Ryunosuke Mochida (JPN)    | D     | 104.46 | 156           | 156           | 156           | 31                | 189            | 189            | 192            | 29                | 348   |
| 29                | D'Angelo Osorio (USA)      | D     | 95.12  | 155           | 155           | 160           | 32                | 187            | 192            | 196            | 28                | 347   |
| 30                | Arnas Šidiškis (LTU)       | D     | 99.91  | 150           | 157           | 160           | 26                | 187            | 187            | 192            | 32                | 347   |
| 31                | Jiří Gasior (CZE)          | D     | 97.44  | 148           | 152           | 155           | 35                | 180            | 185            | 188            | 31                | 340   |
| 32                | Patrik Krywult (CZE)       | D     | 99.56  | 149           | 154           | 156           | 30                | 179            | 184            | 184            | 34                | 340   |
| 33                | Andres Viksi (EST)         | D     | 104.64 | 155           | 155           | 155           | 34                | 185            | 185            | 188            | 33                | 340   |
| —                 | Albert Kuzilov (GEO)       | B     | 105.00 | 165           | 170           | 170           | 18                | 205            | 205            | 205            | —                 | —     |
| —                 | Walid Bidani (ALG)         | C     | 104.98 | 165           | 170           | 172           | 24                | —              | —              | —              | —                 | —     |
| —                 | Pat Mendes (BRA)           | A     | 103.66 | 180           | 182           | 182           | —                 | 206            | 206            | 214            | 16                | —     |
| —                 | Jorge Arroyo (ECU)         | A     | 104.46 | 180           | 180           | 180           | —                 | —              | —              | —              | —                 | —     |
| —                 | Eduardo Guadamud (ECU)     | C     | 102.21 | —             | —             | —             | —                 | —              | —              | —              | —                 | —     |